# Agrostis lusitanica
Agrostis lusitanica é uma espécie de gramínea do gênero Agrostis, pertencente à família Poaceae.